# Gabriel Byrne
Gabriel Byrne, född 12 maj 1950 i Dublin, är en irländsk skådespelare.

## Filmografi (i urval)
- 1981 – Excalibur
- 1983 – Satans borg
- 1983 – The Rocking Horse Winner
- 1983 – Hanna K.
- 1985 – För rikets säkerhet
- 1985 – Christopher Columbus
- 1985 – Mussolini: The Untold Story
- 1986 – Gothic
- 1987 – Här är jag igen!
- 1987 – Lejonhjärta
- 1987 – Siesta
- 1987 – Julia och Julia
- 1988 – En soldats berättelse
- 1988 – The Courier
- 1989 – I skydd av sitt namn
- 1990 – Miller's Crossing
- 1990 – Piratgrottans hemlighet
- 1992 – Cool World
- 1992 – Hästen från havet
- 1993 – Kodnamn: Nina
- 1993 – H som i hämnd
- 1994 – Unga kvinnor
- 1994 – Under kniven
- 1994 – Prinsen av Jylland
- 1994 – En pappa för mycket
- 1995 – De misstänkta
- 1995 – Frankie Starlight
- 1995 – Dead Man
- 1995 – Buffalo Girls
- 1996 – Någon finns där
- 1996 – Trigger Happy
- 1996 – The Last of the High Kings
- 1997 – Fröken Smillas känsla för snö
- 1997 – End of Violence
- 1997 – Dirty Game
- 1997 – This Is the Sea
- 1998 – Polish Wedding - pickles, oskulder och bröllop
- 1998 – Mannen med järnmasken
- 1998 – The Brylcreem Boys
- 1998 – Det magiska svärdet - kampen om Camelot (röst)
- 1998 – Enemy of the State
- 1999 – Stigmata
- 1999 – End of Days
- 2000 – Canone Inverso
- 2002 – Ghost Ship
- 2002 – Spider
- 2002 – Emmets uppgörelse
- 2002 – Virginia's Run
- 2003 – Shade
- 2004 – Vanity Fair
- 2004 – P.S.
- 2004 – The Bridge of San Luis Rey
- 2005 – Assault on Precinct 13
- 2005 – Wah-Wah
- 2006 – Jindabyne
- 2006 – Played
- 2007 – Emotional Arithmetic
- 2008 – 2:22
- 2008–2010 – In Treatment (TV-serie)
- 2012 – Jag, Anna
- 2012 – Capital
- 2012 – Secret State
- 2013 – The Deadly Game
- 2013 – Just a Sigh
- 2013 – Vikings (TV-serie)
- 2014 – Vampire Academy
- 2018 – Hereditary
- 2025 – From the World of John Wick: Ballerina